# Parallotrius
Parallotrius is een geslacht van kevers uit de familie  
kniptorren (Elateridae).
Het geslacht is voor het eerst wetenschappelijk beschreven in 1878 door Candèze.

## Soorten
Het geslacht omvat de volgende soort:
- Parallotrius pallipes (Philippi, 1861)